# Боген
Боген (на немски: Bogen) е град в Долна Бавария, Германия с 10 044 жители (към 31 декември 2017).
Намира се до река Дунав в район Щраубинг-Боген.
- Боген
- Църквата „Св. Мария“ (Mariä Himmelfahrt)